# 袁希濤
袁 希濤（えん きとう）は、清末民初の政治家・教育者。北京政府で教育総長を務め、また義務教育確立の運動に尽力した。号は観瀾。祖籍は江蘇省宝山県。

## 事績
上海竜門書院を卒業後、1896年（光緒22年）秋に丙申科挙人となる。翌年、江南製造局に招聘され、広方言館教授となった。1903年（光緒29年）、宝山県において県学堂・蒙学堂（盲学校のこと）を創設した。翌年秋には、日本へ教育事業の視察にも赴いている。この後、復旦公学（後の復旦大学）の創設事業に参加するなど、各地で教育振興事業に携わった。このほか、直隷提学使傅増湘の招聘に応じて、天津で教育事務に就き、また、張相文らとともに地理学会を創設した。辛亥革命が勃発すると、故郷に帰っている。
中華民国が成立した後の1912年（民国元年）5月、袁希濤は北京政府の教育部普通教育司司長などの職に就いた。1915年（民国4年）10月、教育部次長に昇進する。1919年（民国8年）5月、教育総長傅増湘の辞任を受けて、1か月のみ代理総長を務めた。翌月、教育次長を辞職する。それからまもなく、袁は欧美（欧米）教育参観団を組織して、視察の外遊に赴いた。
1921年（民国10年）に帰国すると、袁希濤は江蘇省教育会会長に選任された。また、義務教育期成会の組織につき発起人となった。このほか、郷村師範学校設立を提唱し、義務教育基盤の整備・確立のための運動に従事している。1930年（民国19年）8月29日、上海にて病没。享年65（満63歳）。

## 著作
- 『游華嶽記』1912年
- 『宝山袁霓孫先生事略』1912年
- 『義務教育之商榷』1921年
- 『義務教育』1929年

## 注
1. 1 2 3  徐主編（2007）、1107頁。